# Samantha Reed Smith
Samantha Reed Smith (ur. 29 czerwca 1972 w Houlton, zm. 25 sierpnia 1985 w Lewiston-Auburn) – amerykańska uczennica z Manchester w stanie Maine, która zyskała sławę w Stanach Zjednoczonych i Związku Radzieckim w okresie zimnej wojny. W 1982 r. Smith napisała list do nowo wybranego generalnego sekretarza Komunistycznej Partii Związku Radzieckiego Jurija Andropowa i otrzymała od niego odpowiedź, zawierającą osobiste zaproszenie do odwiedzenia Związku Radzieckiego, które przyjęła.
Smith wzbudziła szerokie zainteresowanie mediów w obu krajach jako „ambasador pokoju”. Określana „najmłodszym amerykańskim ambasadorem” odwiedziła Japonię. Napisała książkę i wystąpiła w serialu telewizyjnym. W wieku trzynastu lat zginęła w katastrofie samolotu Bar Harbor Airlines (lot 1808).

## Kontekst historyczny
Kiedy w grudniu 1982 r., po śmierci Leonida Breżniewa, przywódcą Związku Radzieckiego został Jurij Andropow, jego zdjęcia pojawiły się na stronach tytułowych głównych zachodnich gazet i czasopism. Towarzyszyły im artykuły dotyczące jego osoby. Wypowiedzi mediów były w przeważającej mierze negatywne, zwracano uwagę na nowe zagrożenia dla stabilizacji Zachodu. Wskazywano, że Andropow pełnił funkcję ambasadora Związku Radzieckiego na Węgrzech podczas powstania, do jakiego doszło tam w 1956 r., a jako radziecki przywódca rozpoczął swoje urzędowanie umocnieniem pozycji KGB oraz prześladowaniami dysydentów. Andropow oświadczył, że „walka o prawa człowieka stanowi część szeroko zakrojonego imperialistycznego spisku, zmierzającego do zachwiania podstaw państwa radzieckiego”. Na arenie międzynarodowej wzrastało napięcie, którego źródłem były amerykańskie i radzieckie dążenia do uzbrojenia satelitów umieszczonych na orbicie okołoziemskiej. Oba rządy popierały rozległe programy badawczo-rozwojowe zmierzające do opracowania takich systemów techniczno-wojskowych. Z drugiej strony wywierano na nie coraz większą presję, aby porzuciły te projekty. W Stanach Zjednoczonych lobby amerykańskich naukowców i ekspertów wojskowych wywierało nacisk na prezydenta Ronalda Reagana, natomiast władze ZSRR wydały oświadczenie, w którym stwierdzono, że zapobieżenie rozszerzeniu wyścigu zbrojeń na przestrzeń kosmiczną stanowi jedno z najbardziej naglących zadań, przed którymi stoi ludzkość.
W tym czasie, w różnych miejscach Europy i Ameryki Północnej odbywały się demonstracje przeciwników broni jądrowej, natomiast wyemitowanie 20 listopada 1983 r. w sieci ABC filmu The Day After (Nazajutrz), opowiadającego o skutkach hipotetycznego ataku nuklearnego na Stany Zjednoczone, stało się jednym z największych wydarzeń medialnych dziesięciolecia.
Wcześniej oba supermocarstwa porzuciły taktykę détente. W związku z rozmieszczeniem przez Rosjan pocisków balistycznych SS-20 Reagan skłaniał się do zainstalowania w Europie pocisków manewrujących oraz rakiet typu Pershing II. Przyczyną międzynarodowego napięcia było ponadto trwające już trzeci rok radzieckie zaangażowanie w wojnę w Afganistanie. W tej atmosferze, 22 listopada 1982 r., ukazał się numer tygodnika „Time”, na którego okładce zamieszczono wizerunek Jurija Andropowa. Po przejrzeniu czasopisma Smith zapytała swoją matkę: „Jeśli ludzie tak się go boją, to dlaczego ktoś nie napisze listu z pytaniem, czy on chce wojny, czy nie?”. Matka Samanthy odpowiedziała: „Dlaczego ty tego nie zrobisz?”.

## Życie
Samantha Smith urodziła się 29 czerwca 1972 r. w niewielkim miasteczku Houlton w stanie Maine, na granicy kanadyjsko-amerykańskiej. Mieszkała w nim wraz z rodzicami, Arthurem i Jane. Mając pięć lat napisała list do królowej Wielkiej Brytanii, Elżbiety II, w którym wyrażała swój podziw dla monarchini. Po ukończeniu drugiej klasy, w 1980 r., rodzina Samanthy Smith przeprowadziła się do Manchester (Maine), gdzie uczęszczała do Manchesterskiej Szkoły Podstawowej. Jej ojciec nauczał literatury i pisarstwa na Uniwersytecie Maine w Auguście, matka natomiast była pracownicą opieki społecznej w Wydziale Spraw Socjalnych Stanu Maine.
W listopadzie 1982 r., próbując zrozumieć, dlaczego stosunki pomiędzy Związkiem Radzieckim i Stanami Zjednoczonymi są tak napięte, dziesięcioletnia Smith napisała list do przywódcy Związku Radzieckiego, Jurija Andropowa:

Szanowny Panie Andropow.
Nazywam się Samantha Smith. Mam dziesięć lat. Gratuluję panu nowej pracy. Martwię się, że pomiędzy Rosją a Stanami Zjednoczonymi będzie wojna nuklearna. Czy będzie pan głosować za wojną? Jeśli nie, proszę mi powiedzieć, jak zamierza pan pomóc, aby nie było wojny. Nie musi pan odpowiadać na to pytanie, ale chciałabym wiedzieć, dlaczego chce pan podbić świat, a w każdym razie nasz kraj. Bóg stworzył świat, abyśmy żyli razem w pokoju i nie walczyli ze sobą.
Z poważaniem,
Samantha Smith.

Jej list ukazał się w radzieckim dzienniku Prawda. Samantha cieszyła się z odkrycia, że jej list został opublikowany, jednak nie otrzymała odpowiedzi. Następnie napisała list do ambasadora Związku Radzieckiego w Stanach Zjednoczonych z pytaniem, czy pan Andropow zamierza odpowiedzieć. 26 kwietnia 1983 r. otrzymała odpowiedź Andropowa:

Droga Samantho.
Otrzymałem twój list, który przypomina wiele innych listów, przychodzących ostatnio do mnie z twojego kraju i innych państw w różnych częściach świata.
Wydaje mi się – wnioskuję to z twojego listu – że jesteś odważną i uczciwą dziewczynką, podobnie jak Becky, przyjaciółka Tomka Sawyera w słynnej książce twojego rodaka Marka Twaina. W naszym kraju książka ta jest dobrze znana i ukochana przez wszystkich chłopców i dziewczęta.
Piszesz, że niepokoisz się o to, czy pomiędzy naszymi krajami dojdzie do wojny jądrowej. Pytasz również, czy robimy cokolwiek, aby wojna nie wybuchła.
Twoje pytanie jest najważniejszym spośród tych, które każdy myślący człowiek może postawić. Odpowiem ci poważnie i uczciwie.
Tak, Samantho, my w Związku Radzieckim staramy się robić wszystko, aby na Ziemi nie było wojny. Tego chce każdy mieszkaniec Związku Radzieckiego. Tego nauczył nas wielki założyciel naszego państwa, Włodzimierz Lenin.
Obywatele Związku Radzieckiego dobrze wiedzą, jak straszną rzeczą jest wojna. Czterdzieści dwa lata temu nazistowskie Niemcy, dążąc do panowania nad całym światem, zaatakowały nasz kraj, spaliły i zburzyły tysiące naszych miast i wsi, zabiły miliony radzieckich mężczyzn, kobiet i dzieci.
Podczas tej wojny, która zakończyła się naszym zwycięstwem, byliśmy sojusznikami Stanów Zjednoczonych, razem walczyliśmy o oswobodzenie wielu ludzi od nazistowskich najeźdźców. Mam nadzieję, że wiesz o tym z lekcji historii w twojej szkole. Dzisiaj bardzo chcemy żyć w pokoju, aby handlować i współdziałać ze wszystkimi naszymi sąsiadami na ziemi – i z odległymi, i z tymi w pobliżu. I oczywiście z tak wielkim krajem jak Stany Zjednoczone Ameryki.
Zarówno w Ameryce, jak i w naszym państwie jest broń jądrowa – straszna broń, która może błyskawicznie zabić miliony ludzi. Ale my nie chcemy, aby kiedykolwiek jej użyto. Właśnie z tego powodu Związek Radziecki uroczyście oświadczył całemu światu, że nigdy – nigdy – jako pierwszy nie użyje broni jądrowej przeciw któremukolwiek państwu. Ogólnie rzecz biorąc, postulujemy wstrzymanie dalszej produkcji tej broni i przystąpienie do likwidacji wszystkich jej zapasów na Ziemi.
Wydaje mi się, że jest to wystarczająca odpowiedź na twoje drugie pytanie: „Dlaczego chcecie toczyć wojnę przeciw całemu światu, a przynajmniej przeciw Stanom Zjednoczonym?” Niczego podobnego nie chcemy. Nikt w naszym kraju – ani robotnicy i chłopi, ani pisarze i lekarze, ani dorośli i dzieci, ani członkowie rządu nie chcą ani wielkiej, ani „małej” wojny.
Chcemy pokoju – mamy się czym zajmować: uprawiać zboże, budować i dokonywać wynalazków, pisać książki i latać w kosmos. Chcemy pokoju dla siebie i dla wszystkich narodów tej planety. Dla swoich dzieci i dla ciebie, Samantho.
Zapraszam cię, jeśli twoi rodzice ci na to pozwolą, abyś przyjechała do nas – najlepiej latem. Poznasz nasz kraj, spotkasz swoich rówieśników, odwiedzisz położony nad morzem międzynarodowy obóz dziecięcy Artek. I sama się przekonasz: w Związku Radzieckim wszyscy są za pokojem i przyjaźnią między narodami.
Dziękuję za twój list. Życzę ci wszystkiego najlepszego.
J.W. Andropow

Doszło do cyrku medialnego. Smith udzieliła wywiadu m.in. Tedowi Koppelowi i Johnny’emu Carsonowi. Co wieczór w większych amerykańskich sieciach telewizyjnych pojawiały się relacje o niej. 7 lipca 1983 r. poleciała razem z rodzicami do Moskwy i przez dwa tygodnie pozostawała gościem Andropowa. Podczas wycieczki odwiedziła Moskwę i Leningrad. Przebywała również w Arteku, najważniejszym radzieckim obozie pionierskim w miejscowości Gurzuf na Półwyspie Krymskim. W swojej książce napisała, że w Leningradzie wraz z rodzicami była zdumiona życzliwością ludzi i prezentami, które od nich otrzymała. W Moskwie, podczas konferencji prasowej, oświadczyła, że Rosjanie są „dokładnie tacy sami, jak my”. W Arteku Smith wolała mieszkać z radzieckimi dziećmi, niż przyjąć oferowane jej uprzywilejowane zakwaterowanie. Dla ułatwienia porozumiewania się w budynku, w którym ją zakwaterowano, przebywali wybrani nauczyciele i dzieci z biegłą znajomością języka angielskiego. Smith dzieliła salę sypialną z dziewięcioma innymi dziewczynkami, a swój czas spędzała na pływaniu, rozmowach i nauce rosyjskich piosenek i tańców. Przebywając tam zaprzyjaźniła się z wieloma osobami, w tym z płynnie mówiącą po angielsku Nataszą Kasziriną z Leningradu.

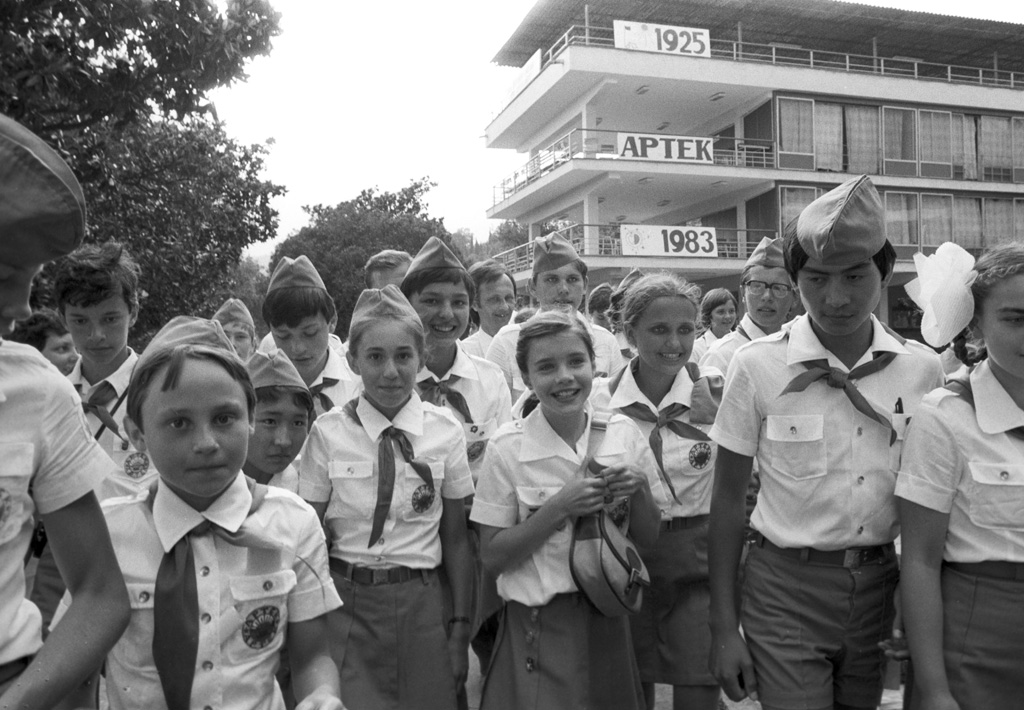
Samantha Reed (w środku) na obozie w Arteku

Jurij Andropow nie mógł spotkać się z Samanthą Smith, ale rozmawiali ze sobą przez telefon. Później ujawniono, że w tym czasie Andropow był poważnie chory i zrezygnował z pokazywania się publicznie. Poza tym Smith odebrała telefon od rosyjskiej kosmonautki Walentiny Tierieszkowej, pierwszej kobiety, która odbyła lot po orbicie okołoziemskiej, jednakże nie uświadamiając sobie, z kim rozmawia, Samantha omyłkowo odłożyła słuchawkę zaledwie po krótkiej rozmowie. Media śledziły każdy jej krok – przez cały czas trwania wycieczki, a także po jej zakończeniu, fotografie i artykuły dotyczące Samanthy ukazywały się w najważniejszych radzieckich gazetach i czasopismach. Smith stała się powszechnie znana wśród mieszkańców Związku Radzieckiego i zaskarbiła sobie sympatię wielu z nich. W Stanach Zjednoczonych wydarzenia te wzbudzały podejrzenia – niektórzy określali je jako farsę i chwyt medialny.
Powrót Smith do Stanów Zjednoczonych, 22 lipca 1983 r., został uroczyście przyjęty przez mieszkańców Maine. Nie zabrakło róż, czerwonego dywanu i limuzyny. Popularność Samanthy Smith w jej rodzinnym kraju stale wzrastała. Aczkolwiek pojawiły się też sceptyczne wypowiedzi – niektórzy krytycy twierdzili, że Samantha nieświadomie stała się instrumentem radzieckiej propagandy. W grudniu 1983 r., kontynuując swoją rolę „Najmłodszego Amerykańskiego Ambasadora”, Smith przyjęła zaproszenie do Japonii, gdzie spotkała się z premierem tego kraju, Yasuhiro Nakasone, jak również wzięła udział w Międzynarodowym Sympozjum Dzieci w Kobe. W swoim przemówieniu zaproponowała, aby każdego roku, przez okres dwóch tygodni, przywódcy Związku Radzieckiego i Stanów Zjednoczonych zamieniali się wnuczkami. Argumentowała, że prezydent „nie będzie chciał wysłać bomby do kraju odwiedzanego przez swoją wnuczkę”. Jej podróż stała się inspiracją dla innych wymian dziecięcych ambasadorów dobrej woli, w tym dla przyjazdu ze Związku Radzieckiego do Stanów Zjednoczonych jedenastoletniej Katji Lyczewy. Następnie Samantha Smith napisała książkę pt. Journey to the Soviet Union (Podróż do Związku Radzieckiego).
Będąc gwiazdą mediów, w 1984 r. została gospodarzem specjalnego programu wyemitowanego w Disney Channel, zatytułowanego: Samantha Smith jedzie do Waszyngtonu… Kampania ’84. W programie, który miał za przedmiot politykę, Smith przeprowadzała wywiady z kilkoma kandydatami na prezydenta w wyborach w 1984 r. Jej rozmówcami byli m.in. George McGovern i Jesse Jackson. Jednym z następstw sławy, jaką zdobyła Samantha Smith, było prześladowanie przez Roberta Johna Bardo, mężczyznę, który później prześladował, a następnie zamordował Rebeccę Schaeffer, aktorkę występującą m.in. w serialu My Sister Sam. W 1985 r., Samantha Smith wystąpiła z Robertem Wagnerem w serialu telewizyjnym pt. Lime Street.

## Śmierć
25 sierpnia 1985 r., po zakończonej realizacji odcinka Lime Street, Samantha Smith wraz z ojcem wracała do domu na pokładzie samolotu linii Bar Harbor Airlines (lot 1808). Podczas próby wylądowania na Regionalnym Lotnisku Lewiston-Auburn w Auburn (Maine) dwusilnikowy samolot biznesowy Beechcraft Model 99 uderzył w drzewa znajdujące się 1221 metrów od końca pasa startowego i rozbił się, w następstwie czego śmierć poniosło sześciu pasażerów i dwóch członków załogi. Pojawiło się wiele spekulacji odnośnie do przyczyn wypadku. W Związku Radzieckim szerzyły się pogłoski o morderstwie. W Stanach Zjednoczonych przeprowadzono dochodzenie, ale upubliczniony raport nie wskazywał żadnych dowodów potwierdzających wersję o zamachu. Według raportu, wypadek miał miejsce około godziny 22.05 czasu letniego wschodniego wybrzeża (EDT). Samolot uderzył w ziemię 1,6 km na południowy zachód od lotniska (44° 01′ 54″ N, 70° 17′ 35″ W). Zgodnie z raportem „stosunkowo stromy kąt toru lotu, orientacja (położenie samolotu w stosunku do horyzontu, kierunek ruchu itp.) oraz prędkość samolotu w chwili zderzenia z ziemią nie pozostawiły pasażerom żadnej szansy przeżycia wypadku”. Najważniejszym punktem raportu było stwierdzenie, że do zdarzenia doszło w deszczową noc, sterujący samolotem pilot był niedoświadczony, a ponadto nastąpiła przypadkowa, niebędąca rzadkością i przeważnie nie pociągająca za sobą poważnych konsekwencji, awaria radaru naziemnego.
W uroczystościach żałobnych Samanthy Smith w Auguście wzięło udział około tysiąca osób, natomiast w Moskwie opiewano ją jako rzeczniczkę pokoju. Wśród obecnych był Robert Wagner i Władimir Kulagin z radzieckiej ambasady w Waszyngtonie, który odczytał osobiste kondolencje Michaiła Gorbaczowa. Prezydent Ronald Reagan przesłał swoje kondolencje matce Samanthy Smith:
„Być może świadomość, że miliony Amerykanów, naprawdę miliony ludzi, podziela smutek, jaki na pani zaciążył, przyniesie pani pewną ulgę. Oni również troskliwie zapamiętają Samanthę, jej uśmiech, jej idealizm i naturalną słodycz ducha”.
Samantha Smith i jej ojciec są pochowani niedaleko Houlton – miejsca jej narodzin.

## Hołd
Działalność Samanthy Smith została w różny sposób uczczona zarówno przez Rosjan, jak i mieszkańców jej rodzinnego stanu Maine. W Moskwie postawiono na jej cześć pomnik. W 1986 r. w obozie pionierskim Artek jej imieniem nazwano jedną z uliczek. Pomnik wzniesiony ku czci Smith został skradziony przez złodziei metalu w 2003 r., jednak w tym samym roku Walentin Waulin, emeryt z Woroneża, bez jakiegokolwiek wsparcia ze strony rządu, postawił kolejny pomnik poświęcony pamięci Samanthy. W Związku Radzieckim ukazał się pamiątkowy znaczek pocztowy z jej podobizną. Kiedy w 1986 r. radziecka astronom Ludmiła Czernych odkryła planetoidę 3147, nazwała ją (3147) Samantha. Duński kompozytor Per Nørgård skomponował na cześć Samanthy Smith koncert smyczkowy zatytułowany „Remembering Child”. Imieniem Samanthy Smith nazwano ponadto diament znaleziony na Syberii, górę w byłym Związku Radzieckim, odmianę tulipana i dalii, a także statek oceaniczny. Zgodnie z prawem stanu Maine każdego roku pierwszy poniedziałek czerwca jest Dniem Samanthy Smith. W pobliżu Muzeum Stanu Maine w Auguście znajduje się wykonana z brązu statua przedstawiająca Samanthę Smith wypuszczającą z rąk gołębia. O jej nogę opiera się niedźwiadek, symbolizujący zarówno stan Maine, jak i Rosję. Imię Samanthy Smith nadano szkołom podstawowym w Sammamish w stanie Waszyngton oraz w Jamaica w stanie Nowy Jork. W październiku 1985 r. matka Samanthy Smith ustanowiła Fundację Samanthy Smith, która propagowała przeprowadzanie wymian studentów pomiędzy Stanami Zjednoczonymi i Związkiem Radzieckim. Fundacja zakończyła swoją działalność w 1995 roku.